# تصنيف الجامعات في الاتحاد الأوروبي
نشرت كلٌ من شركة كواكواريلي سيموندز وشركة شنغهاي لاستشارات التصنيف (ARWU) تصنيف الجامعات في الاتحاد الأوروبي

## تصنيف ARWU
نُشر تصنيف الجامعات لعام 2024 من خلال التصنيف الأكاديمي للجامعات العالمية. (دون الجامعات في الدول خارج الاتحاد الأوروبي )
تسيطر الجامعات الأمريكية بشكل كبير على تصنيف شنغهاي، حيث تضم ما يقرب من نصف أفضل 100 جامعة. وحلّ الاتحاد الأوروبي في المرتبة الثانية عام 2022، بـ19 جامعة ضمن أفضل 100 جامعة في التصنيف الأكاديمي العالمي للجامعات و21 جامعة مصنفة، تليها المملكة المتحدة، وفق ما ذكرت المفوضية الأوروبية، التي نشرت مذكرة حول هذا التصنيف في نوفمبر/تشرين الثاني 2021. كما أن كندا وأستراليا والصين وسويسرا ممثلة بشكل جيد في قائمة المائة الأوائل.
| المراكز العشرين الأولى (2023) | الجامعة                              | الدولة   |
| ----------------------------- | ------------------------------------ | -------- |
| 1                             | جامعة باريس ساكلي                    | فرنسا    |
| 2                             | جامعة كوبنهاغن                       | الدنمارك |
| 3                             | معهد كارولنسكا                       | السويد   |
| 4                             | Paris Sciences et Lettres University | فرنسا    |
| 5                             | جامعة السوربون                       | فرنسا    |
| 6                             | جامعة أترخت                          | هولندا   |
| 7                             | جامعة هايدلبرغ                       | ألمانيا  |
| 8                             | جامعة ميونخ التقنية                  | ألمانيا  |
| 9                             | جامعة لودفيغ ماكسيميليان             | ألمانيا  |
| 10                            | جامعة بون                            | ألمانيا  |
| 11                            | Paris Cité University                | فرنسا    |
| 12                            | جامعة خرونينغن                       | هولندا   |
| 13                            | جامعة آرهوس                          | الدنمارك |
| 14                            | جامعة أوبسالا                        | السويد   |
| 15                            | جامعة خنت                            | بلجيكا   |
| 16                            | جامعة لوفان الكاثوليكية              | بلجيكا   |
| 17                            | جامعة إراسموس روتردام                | هولندا   |
| 18                            | جامعة ستكهولم                        | السويد   |
| 19                            | جامعة لايدن                          | هولندا   |
| 20                            | جامعة رادبود نايميخن                 | هولندا   |

## تصنيفكواكواريلي سيموندز
نشرت كواكواريلي سيموندز تصنيفات الجامعات على النحو التالي:
| المراكز العشرين الأولى (2025) | المراكز العشرين الأولى (2024) | الجامعة                              | الدولة   |
| ----------------------------- | ----------------------------- | ------------------------------------ | -------- |
| 1                             | 1                             | Paris Sciences et Lettres University | فرنسا    |
| 2                             | 2                             | جامعة ميونخ التقنية                  | ألمانيا  |
| 3                             | 7                             | معهد باريس متعدد التقنيات            | فرنسا    |
| 4                             | 3                             | جامعة دلفت للتكنولوجيا               | هولندا   |
| 5                             | 5                             | جامعة أمستردام                       | هولندا   |
| 6                             | 4                             | جامعة لودفيغ ماكسيميليان             | ألمانيا  |
| 7                             | 8                             | جامعة لوفان الكاثوليكية              | بلجيكا   |
| 8                             | 12                            | جامعة السوربون                       | فرنسا    |
| 9                             | 13                            | جامعة باريس ساكلي                    | فرنسا    |
| 10                            | 11                            | المعهد الملكي للتكنولوجيا            | السويد   |
| 11                            | 9                             | جامعة لوند                           | السويد   |
| 12                            | 6                             | جامعة هايدلبرغ                       | ألمانيا  |
| 13                            | 14                            | كلية الثالوث (دبلن)                  | أيرلندا  |
| 14                            | 17                            | جامعة برلين الحرة                    | ألمانيا  |
| 15                            | 31                            | جامعة رينيش-ويستفاليان التقنية       | ألمانيا  |
| 16                            | 15                            | جامعة كوبنهاغن                       | الدنمارك |
| 17                            | 34                            | معهد كارلسروه للتكنولوجيا            | ألمانيا  |
| 18                            | 10                            | جامعة أوبسالا                        | السويد   |
| 19                            | 19                            | جامعة أترخت                          | هولندا   |
| 20                            | 39                            | جامعة الدنمارك التقنية               | الدنمارك |